# Eric Corijn
Eric Corijn (Antwerpen, 9 maart 1947) is een Belgisch hoogleraar en activist. Hij is deskundige met betrekking tot stedelijke planologie.

## Biografie
De vader van Eric Corijn, Herman Corijn, was een Vlaams historicus en activist.

### Studies
Corijn studeerde biologie van 1965 tot 1969 aan de Universiteit van Gent en later ook filosofie (1985) aan de VUB. Daarnaast specialiseerde hij zich ook in wetenschapsdynamica (VUB, 1990) en psychoanalyse (RUG, 1994-1997) en kunstonderwijs beeldhouwen (RHOK Etterbeek 1986 en 1990). In 1998 behaalde hij de titel van doctor in de sociale wetenschappen aan de Universiteit van Tilburg waarbij de stad en verstedelijking het onderwerp was.

### Trotskisme en politiek engagement
Van de jaren 1960 tot 1980 was Eric Corijn actief binnen de Belgische trotskistische beweging. In de jaren 1960 was hij actief lid van de Socialistische Jonge Wacht (SJW), die aanleunde bij de trotskistische Vierde Internationale. Nadien werd hij actief lid van de politieke partij Revolutionaire Arbeidersliga (RAL): hij schreef er artikels en boeken voor en over en was verantwoordelijke uitgever voor pamfletten en affiches. Hij was eveneens uitgever van "De Vierde", het "kontaktblad van ral en sjw-kernen leuven, stichting Leon Lesoil en boekhandel 1 mei". In 1978 werd hij mee voortrekker van het progressief front Komitee voor Democratisch Federalisme (KDF), dat zich afzette tegen het Egmontpact, maar eveneens tegen het rechtse flamingantisme.
Corijn was in 1981 mede-oprichter van het "socialistisch theoretisch tijdschrift" Toestanden, dat uitgegeven werd door de uitgeverij van de trotskistische Stichting Leon Lesoil.
In het verlengde van zijn engagement binnen het KDF engageerde Corijn zich in de jaren 2010 binnen de Vooruitgroep, een groep die zich als reactie tegen de Gravensteengroep afzet tegen de verrechtsing en voor solidariteit tussen Vlaanderen en Wallonië. Vanuit deze hoek verscheen van Corijn (als mederedacteur) in 2014 het boek "Wereldvreemd in Vlaanderen".

### Werk
Na zijn studies was hij drie jaar actief als journalist om vervolgens als onderzoeker verbonden te zijn aan de Vrije Universiteit van Brussel aan het departement geografie. Hij bekleedde er verschillende functies waaronder assistent, lector, docent en hoogleraar waar hij sinds eind 2012 op emeritaat is. Corijn is oprichter van de academische onderzoeksgroep Cosmopolis die onderzoek verricht naar stedelijke en ruimtelijke planning.
Hij is tevens ondervoorzitter van het Brussels Studies Institute, de samenwerking tussen alle Brusselse universiteiten en directeur van Brussels Academy. Daarnaast is hij voorzitter van de denktank Aula Magna.
- Gemeinsame Normdatei: 173687210
- International Standard Name Identifier: 0000 0003 8550 9051
- Library of Congress Control Number: n00098134
- Nederlandse Thesaurus van Auteursnamen: 069472424
- Système universitaire de documentation: 139934413
- Virtual International Authority File: 240821664
- WorldCat: E39PBJqFTVQX9Ym6dprvDgRqcP